# Beat Angel Escalayer
Beat Angel Escalayer (яп. 超昂天使エスカレイヤー тё:ко тэнси эсукарэйя:) — японская эротическая игра, разработанная компанией AliceSoft, и снятое по её мотивам одноимённое аниме. Игра была выпущена 2 августа 2002 года на CD, в мае 2006 года появилась DVD-версия. Сценарий написан Хиро, сотрудником AliceSoft. Главные роли в игре озвучивали Хироко Такути, AYA, Кана Нодзима и Нихати Нагакура. Аниме по мотивам Beat Angel Escalayer было создано на студии Pink Pineapple и выпущено в формате OVA.

## Сюжет
Согласно сюжету OVA, главная героиня, Саюка Коэндзи защищает Землю от злых сил. Источником её силы является вживленное в неё устройство «Доки Доки Динамо» (яп. ドキドキダイナモ Доки Доки Даинамо), которое заряжается от энергии сексуального возбуждения героини. В этом Саюке помогает её робот-помощница, Мадока. Так как в их отношениях возникает спад, Мадока шантажом заставляет школьного плейбоя, Кёхэя, заниматься сексом с Саюкой. В аниме присутствуют сцены группового секса, тентакли, персонажи-футанари и т. д.

## Персонажи
- Кёхэй Янасэ (яп. 柳瀬 恭平 Янасэ Кё:хэй) — главный герой. В прошлом был влюблен в Саюку, но так и не смог передать ей письмо с признанием в любви. Вновь встретив её, он отказался от предложения заниматься с ней сексом ради подзарядки. Однако, так как Мадока угрожала передать его любовное письмо его многочисленным подружкам, вынужден был согласиться.
- Саюка Коэндзи (яп. 高円寺 沙由香 Ко:эндзи Саюка) — главная героиня. В неё вживлено устройство «Доки Доки Динамо», позволяющее превращаться в супергероиню, Эскалейера (яп. エスカレイヤー Эсукарэия:). Однако, при этом она потеряла память о своих прежних отношениях с Кёхэем. Так как для подзарядки Динамо необходимо сексуальное возбуждение, Саюка должна заниматься сексом с Кёхэем или Мадокой.
- Мадока Коэндзи (яп. 高円寺 沙由香 Ко:эндзи Мадока) — робот-помощница Саюки. Изначально сексом с Саюкой занималась именно она. Согласно исследованиям Мадоки, Кёхай является наилучшим партнёром для подзарядки Динамо Саюки. Поэтому, она шантажом заставила его вступить в сексуальные отношения с Саюкой.